# Tour Championship
Tour Championship (název stylizovaný jako TOUR Championship) je závěrečný turnaj FedEx Cupu a tím i závěrečný golfový turnaj sezóny americké PGA Tour. 
Jedním ze závěrečných turnajů sezóny PGA Tour je Tour Championship historicky. Před rokem 2007 se startovní pole skládalo výhradně z 30 nejlepších hráčů uplynulé sezóny PGA Tour. Od roku 2007 se jednalo o závěrečný turnaj čtyřturnajového play-off FedEx Cupu, do něhož se účastníci dostávají na základě bodů FedEx Cupu, nasbíraných v průběhu sezóny. Od roku 2019 byl FedEx Cup zredukován na tři turnaje a Tour Championship se nyní koná na přelomu srpna a září, nikoli v polovině září. Původně po tomto turnaji sice následovala podzimní série PGA Tour (pro ty, kteří se v následující sezóně ucházejí o kvalifikační výjimky), ale po změně rozpisu sezóny PGA Tour v roce 2013 se Tour Championship stal posledním turnajem sezóny.
V letech 1987 až 1996 hostilo tuto událost několik hřišť. Od roku 1997 se turnaj střídavě konal v Champions Golf Clubu v Houstonu a v East Lake Golf Clubu v Atlantě; od roku 2004 je stálým sídlem turnaje golfový klub East Lake. 